# Phyllodactylus leoni
Phyllodactylus leoni — вид геконоподібних ящірок родини Phyllodactylidae. Ендемік Галапагоських островів. Описаний у 2013 році.

## Поширення і екологія
Phyllodactylus leoni поширені в Андах на півдні Еквадору, у верхній течії річки Леон, притоки річки Хубонес. Вони живуть в тріщинах серед скель. Зустрічаються на висоті від 1855 до 1971 м над рівнем моря.

## Збереження
МСОП класифікує цей вид як вразливий. Phyllodactylus leoni може загрожувати знищення природного середовища.